# Nigel Havers

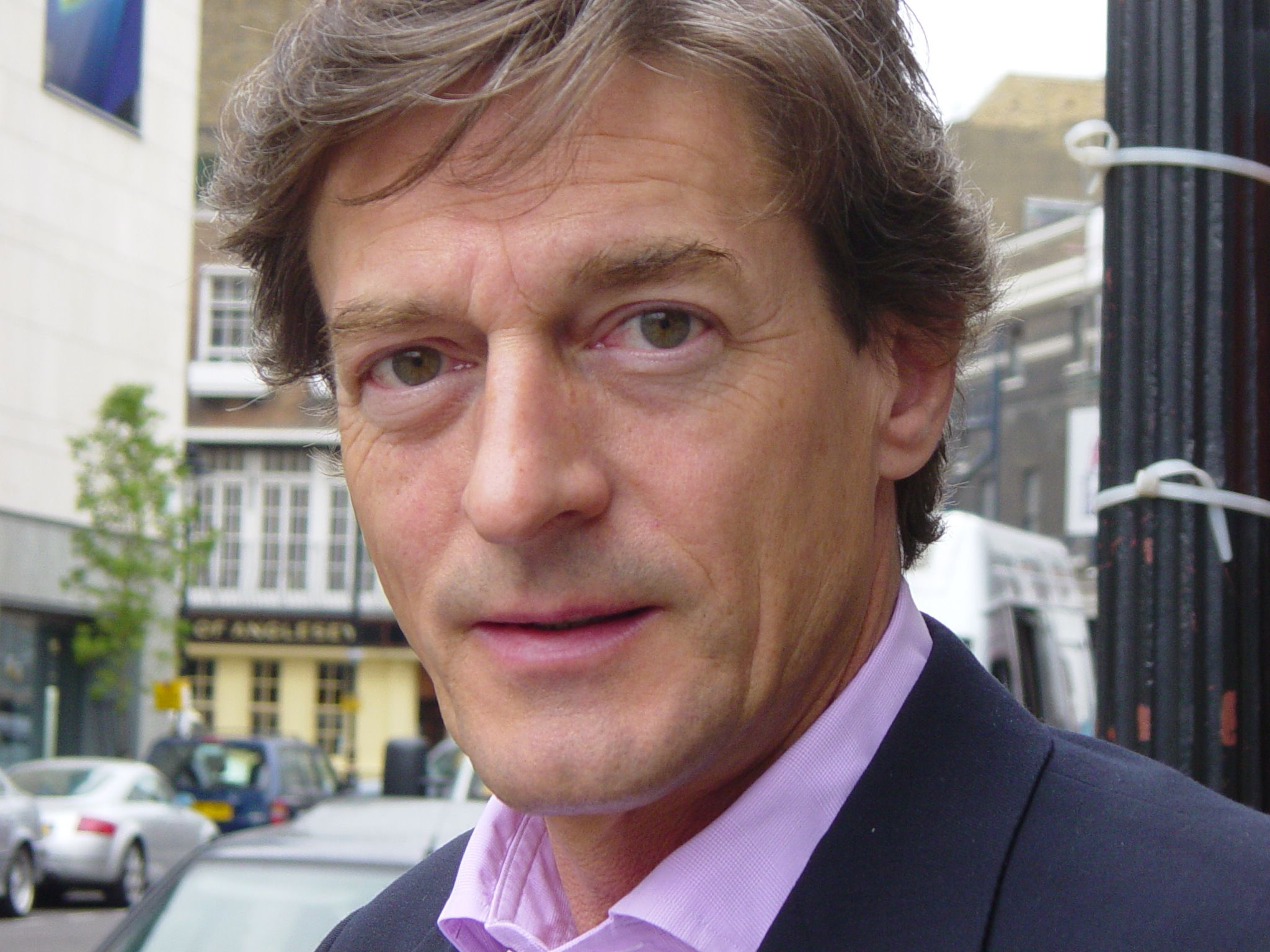
Nigel Havers (2003)

Nigel Allan Havers (* 6. November 1951 in London) ist ein britischer Schauspieler.

## Leben
Havers besuchte die Arts Educational School in London und begann seine Karriere als Hörspielsprecher im Radio und spielte Statistenrollen am Theater. Da ihm der Durchbruch als Schauspieler nicht gelang, ging er bis Mitte der 1970er Jahre einer normalen Werktätigkeit nach. Ab 1970 hatte er wieder erste kleine Nebenrollen in Film und Fernsehen. Mit der Titelrolle in der sechsteiligen Miniserie Nicholas Nickleby gelang ihm 1977 der Durchbruch als Schauspieler. In der Folge hatte er Rollen in internationalen Produktionen, den Höhepunkt bildete seine Rolle im mehrfach mit dem Oscar ausgezeichneten Sportdrama Die Stunde des Siegers, für die er eine BAFTA-Nominierung erhielt. Er spielte daraufhin unter anderem in David Leans Reise nach Indien und Steven Spielbergs Das Reich der Sonne, konzentrierte sich jedoch in der Hauptsache auf Fernsehauftritte in Großbritannien. So spielte er zwischen 1983 und 1990 den Arzt Dr. Latimer in der Serie Don’t Wait Up, 1997 bis 1999 stellte er Dr. Paige in Polizeiarzt Dangerfield dar. 2002 bis 2003 spielte er in zwei Staffeln der britischen Sitcom Manchild (auf Deutsch: „Späte Jungs“). Ab 2009 spielte er in der Serie Coronation Street Lewis Archer.
Havers ist seit 2007 in dritter Ehe mit Georgiana Bronfman verheiratet, aus erster Ehe hat er eine Tochter. Seine erste Ehe mit Carolyn Cox zwischen 1974 und 1989 wurde geschieden, seine zweite Ehe mit Polly Williams – einer Tochter des Schauspielers Hugh Williams – endete 2004 mit ihrem Tod. Sein Vater Baron Havers vertrat als Rechtsanwalt in den 1960er Jahren unter anderem Mick Jagger und Keith Richards und wurde 1987 Lordkanzler.
2010 nahm er an der zehnten Staffel der britischen Fernsehshow I’m a Celebrity…Get Me Out of Here! teil. Im Nachmittagsprogramm von BBC One moderiert Havers seit Juni 2020 die Sendereihe The Bidding Room, die britische Adaption von Bares für Rares.
Er ist Patenonkel des britischen Komikers und Schauspielers Jack Whitehall.

## Filmografie (Auswahl)
- 1972: Papst Johanna (Pope Joan)
- 1975: Das Haus am Eaton Place (Upstairs, Downstairs, Fernsehserie, eine Folge)
- 1977: Nicholas Nickleby (Miniserie)
- 1978: Die Schlemmer-Orgie (Who Is Killing the Great Chefs of Europe?)
- 1981: Die Stunde des Siegers (Chariots of Fire)
- 1984: Reise nach Indien (A Passage to India)
- 1983–1990: Don’t Wait Up (Fernsehserie, 39 Folgen)
- 1985: Burke & Wills
- 1986: Sara, die kleine Prinzessin (A Little Princess, Miniserie)
- 1987: Das Reich der Sonne (Empire of the Sun)
- 1987: The Charmer (Miniserie)
- 1989: Farewell to the King
- 1990: Stille Tage in Clichy (Jours tranquilles à Clichy)
- 1994: Ken Folletts Roter Adler (Lie Down with Lions)
- 1997–1999: Polizeiarzt Dangerfield (Dangerfield, Fernsehserie, 26 Folgen)
- 2002–2003: Späte Jungs (Manchild, Fernsehserie, 15 Folgen)
- 2004–2005: Little Britain (Fernsehserie, 2 Folgen)
- 2004: The Life and Death of Peter Sellers
- 2009–2019: Coronation Street (Fernsehserie, 182 Folgen)
- 2011: Downton Abbey (Fernsehserie, 1 Folge)
- 2014–2016: Brian Pern: The Life of Rock with Brian Pern (Fernsehserie)
- 2019: Inspector Barnaby (Midsomer Murders, Fernsehserie, Folge 21x01: Immer diese teuflischen Details (The Point Of Balance))
- 2020: Der Doktor und das liebe Vieh (All Creatures Great and Small, Fernsehserie, 1 Folge)

## Auszeichnungen
- 1982: BAFTA-Nominierung für Die Stunde des Siegers